# Raphaël Wicky
Raphaël Wicky (født 26. april 1977 i Leuggern, Schweiz) er en tidligere schweizisk fodboldspiller (defensiv midtbane).
Wicky startede sin seniorkarriere hos FC Sion i den schweiziske liga, hvor han også havde spillet som ungdomsspiller. Han skiftede i 1997 til tysk fodbold, hvor han havde lange ophold hos først Werder Bremen og siden Hamburger SV. Han skiftede i 2007 tilbage til Sion, og sluttede i 2008 karrieren af med et kort ophold i den amerikanske fodboldliga MLS, hvor han spillede for Chivas USA.
Wicky var med Werder Bremen med til at vinde den tyske DFB-Pokal i 1999.

## Landshold
Wicky spillede desuden, mellem 1996 og 2008, 75 kampe og scorede ét mål for det schweiziske landshold. Han var en del af det schweiziske hold til både EM i 1996, EM i 2004 og VM i fodbold 2006.